# Tetramicra parviflora
Tetramicra parviflora är en orkidéart som beskrevs av John Lindley och August Heinrich Rudolf Grisebach. Tetramicra parviflora ingår i släktet Tetramicra och familjen orkidéer. Inga underarter finns listade i Catalogue of Life.